# Blutender Nadelholz-Schichtpilz
Der ungenießbare Blutende Nadelholz-Schichtpilz (Stereum sanguinolentum) ist eine Pilzart aus der Familie der Schichtpilzverwandten (Stereaceae). Die Fruchtkörper erscheinen ganzjährig an Nadelholz.

## Merkmale

### Makroskopische Merkmale
Die dünnfleischigen, stereoiden Fruchtkörper überziehen berindete und nackte Stämme und Äste als krustig-lederige, oft mehrere dm2 große Überzüge oder bilden an vertikalen Ästen oder Stämmen abstehende, oft wellig verbogene Hüte. Die Hutkrempe steht 0,5–1,5 cm weit, waagerecht vom Holz ab. Die Fruchtkörper lassen sich relativ leicht vom Substrat ablösen. Sie sind elastisch, lederig oder zäh und später oft spröde und hart. Die Oberfläche ist feinfilzig und mehr oder weniger gezont. Sie ist blass bräunlich bis graubräunlich gefärbt und kann durch Algen grünlich werden. Der wellige oder gekerbte Rand ist weißlich oder zumindest heller gefärbt.
Die Fruchtschicht (Hymenophor) ist glatt oder etwas höckerig-runzelig. Sie ist blass gräulich bis violett-gräulich oder graubeige gefärbt und mehr oder weniger violett getönt. Frische und feuchte Fruchtkörper röten lebhaft beim Reiben, so dass sich der Finger rot verfärbt. Der rote Farbstoff ist beim intakten Pilz in den Skeletthyphen enthalten, die das Fleisch und die Fruchtschicht durchziehen. Werden diese verletzt oder zerstört, wird der rote Farbstoff freigesetzt. Im Querschnitt sieht man unter dem Tomentum, der haarig-filzigen Oberfläche, die mit einer Lupe erkennbare, gelbrötliche Cortex. Dabei handelt es sich um eine dünne, meist dunkler erscheinende Schicht von miteinander verklebten Hyphen. Der Geruch und der Geschmack des Pilzes sind unauffällig, das Sporenpulver weiß und amyloid.

### Mikroskopische Merkmale
Die elliptischen bis fast zylindrischen Sporen sind 8–11 µm lang und 2,5–3,5 µm breit. Sie sind glatt und durchscheinend. In der Fruchtschicht findet man neben den Basidien Pseudozystiden. Dabei handelt es sich um die Hyphenenden der Skeletthyphen, die den für diese Art so typischen, roten Farbstoff enthalten.

## Artabgrenzung
Der Blutende Nadelholz-Schichtpilz kann eventuell mit anderen rötenden Stereum-Arten wie dem Runzeligen Schichtpilz (Stereum rugosum) und dem Eichen-Schichtpilz (Stereum gausapatum) verwechselt werden. Beide Arten sind in der Regel etwas dickfleischiger und wachsen an Laubholz.

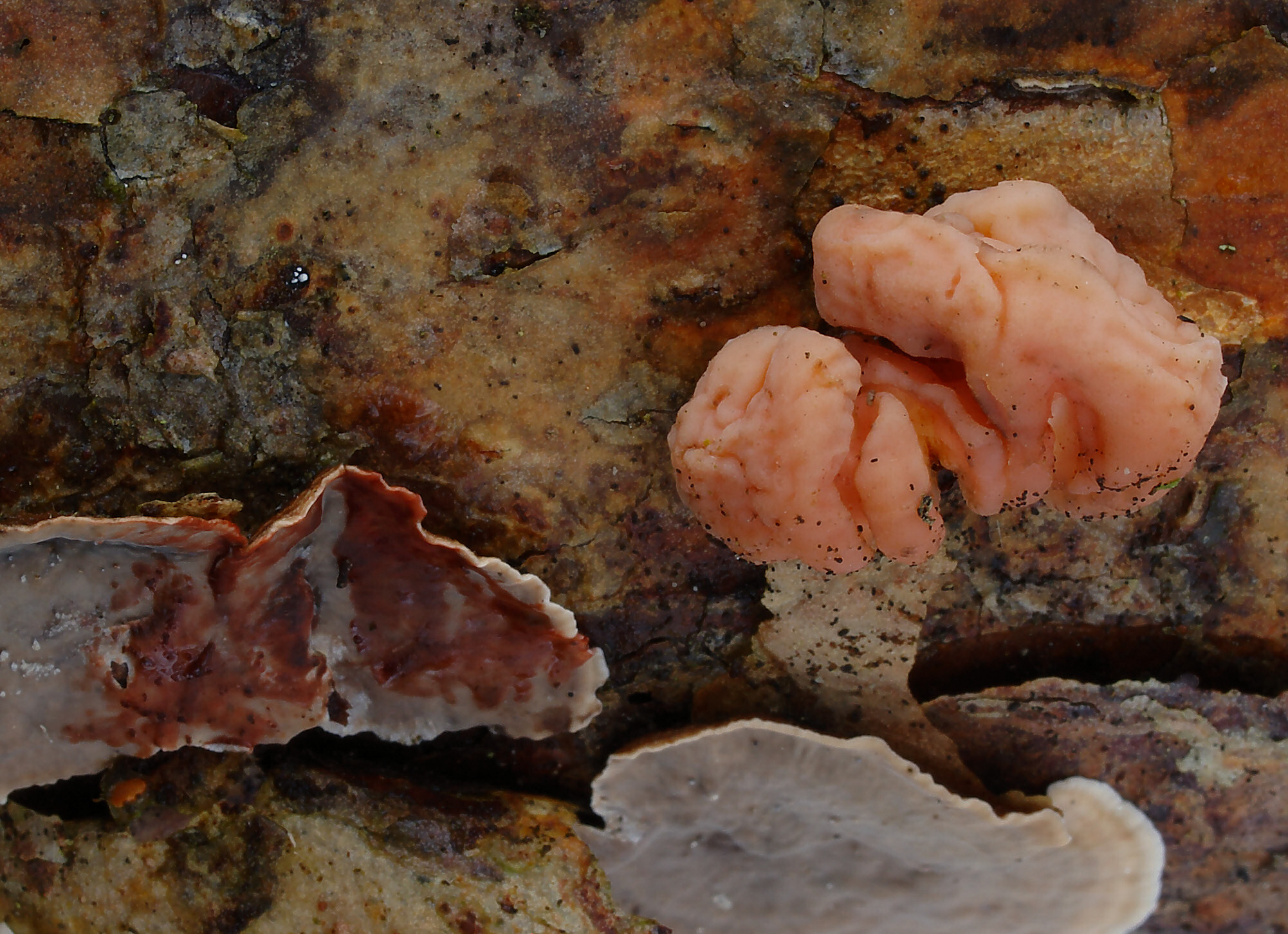
Der parasitische Kiefern-Kernling auf einem Fruchtkörper des Blutenden Nadelholz-Schichtpilzes

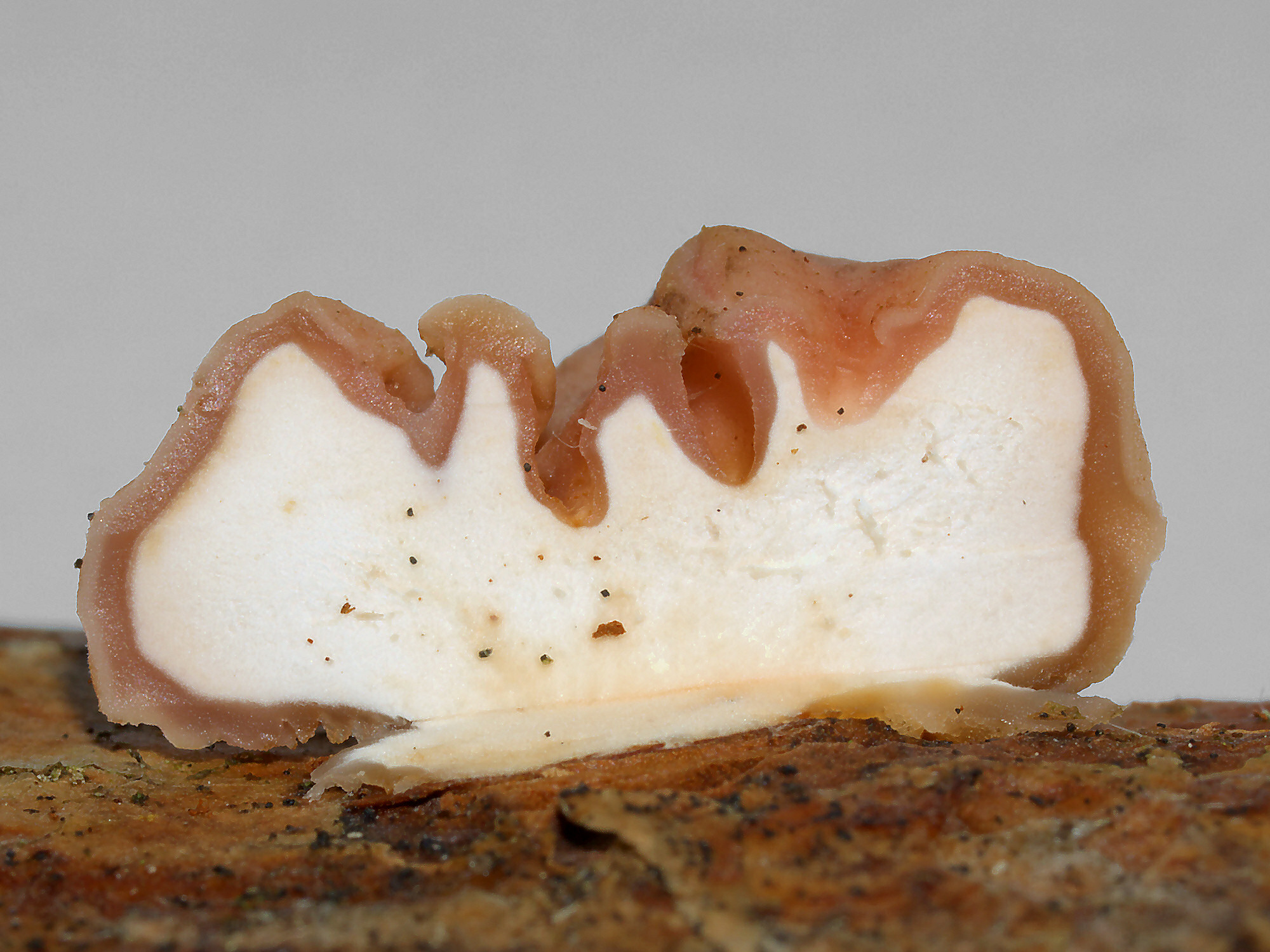
Das weiße, feste Innere des Kiefern-Kernlings wird aus dem Geflecht des Blutenden Nadelbaum-Schichtpilzes gebildet.

## Ökologie und Verbreitung
Der Pilz ist das ganze Jahr über sehr häufig und tritt oft massenhaft auf abgestorbenem Nadelholz auf. Besonders häufig findet man die Fruchtkörper an der Schnittfläche der Stämme. Die Fruchtkörper sind meist einjährig, überwintern aber oft und fruktifizieren bereits im Januar–Februar. Der Pilz ruft im befallenen Holz eine Rotstreifigkeit hervor. Dabei  handelt es sich um eine streifenförmige, rötliche Verfärbung des Stammholzes. Der Pilz ist auf der ganzen Nordhalbkugel verbreitet und ausgesprochen häufig. Bemerkenswert ist auch das Zusammenleben des Blutenden Schichtpilzes mit dem parasitischen Kiefern-Kernling (Naematelia encephala). Das feste Innere dieses zu den Zitterpilzen gehörenden Pilzes wird aus umgewandeltem Gewebe seines Wirtes gebildet. Aufgrund dieses weißen, festen „Kernes“ wird der Pilz auch als Alabaster-Kernling bezeichnet.

## Bedeutung
Der Blutende Nadelholz-Schichtpilz ist kein Speisepilz.